# توموهیسا ناکاتا
توموهیسا ناکاتا (ژاپنی: 中田 智久؛ زادهٔ ۱۱ مهٔ ۱۹۸۷) یک بازیکن فوتبال اهل ژاپن است.
از باشگاه‌هایی که در آن بازی کرده‌است می‌توان به باشگاه فوتبال ویسل کوبه اشاره کرد.